# Йеле, Петер
Пе́тер Ка́рл Йе́ле (нем. Peter Karl Jehle); 22 января 1982, Грабс, Швейцария) — лихтенштейнский футболист, вратарь. В течение двадцати лет являлся безусловным основным вратарём национальной сборной.

## Биография
Петер Карл Йеле родился в швейцарском Грабсе. С четырёх лет занимался в футбольной школе лихтенштейнского футбольного клуба «Шан», в основном составе которого и дебютировал в 1998 году. Первый матч Йеле в сборной Лихтенштейна навсегда вошёл в историю лихтенштейнского футбола. К тому моменту за всю свою историю национальная команда княжества провела 29 матчей на международной арене, из которых проиграла 28 и лишь однажды сыграла вничью. И вот 14 октября 1998 года главный тренер сборной Ральф Лоозе предоставил 16-летнему Петеру Карлу Йеле право впервые выйти на поле в футболке национальной сборной против команды Азербайджана. Юноша блестяще отыграл весь матч, и сборная Лихтенштейна одержала первую в своей истории победу со счётом 2:1. С этого момента справедливость нахождения Йеле в воротах сборной ни у кого не вызывала сомнений.
1 июля 2000 года состоялся переход Йеле из «Шана» в цюрихский «Грассхоппер». Дебют вратаря в Швейцарской Суперлиге пришёлся на 29 июля, когда «Грассхоппер» в рамках чемпионата Швейцарии встречался с «Базелем». В том матче Йеле парировал удар «легенды» «Базеля» Массимо Чеккарони с одиннадцатиметровой отметки, тем не менее «Грассхоппер» тогда потерпел поражение со счётом 0:1. Однако Петер Карл своей игрой заставил о себе говорить со всей серьёзностью.
10 июня 2006 года состоялся трансфер в «Боавишту» из Порту. В основном составе нового клуба Йеле дебютировал в кубковом матче с клубом «Пеналва» из Пеналва-ду-Каштелу, завершившемся победой «Боавишты» 3:1.
Сезон 2008/09 Петер Карл Йеле провёл во французском «Туре», однако вследствие серьёзного повреждения приводящей мышцы бедра, вынужден был пропустить значительную часть чемпионата. В итоге «Тур», до последнего момента претендовавший на выход в Лигу 1, занял лишь шестое место в Лиге 2, отстав от дающего право на повышение в классе третьего места на пять очков.
30 июня 2009 года Йеле подписал однолетний контракт с «Вадуцем», выступающим в швейцарской Челлендж-лиге. 24 февраля 2010 года на тренировке Петер разорвал акромиально-ключичный сустав и был вынужден пропустить шесть игр чемпионата. «Вадуц», полностью провалив второй круг первенства, довольствовался восьмой позицией в лиге, отстав на 18 очков от второго места. Однако клуб в шестнадцатый раз подряд выиграл Кубок Лихтенштейна и завоевал право участия в Лиге Европы.
Сезон 2010/11 вновь был примечателен тем, что «Вадуц» в последних девяти матчах чемпионата набрал лишь девять очков, упустив блестящую возможность повышения в классе: от вожделенного второго места в лиге клуб в итоге отстал на два пункта. Традиционная победа в Кубке страны оформила для клуба путёвку в Европу.
Бесцветный для «Вадуца» сезон 2011/12 запомнился восьмым местом в Челлендж-лиге и поражением в финале Кубка Лихтенштейна от «Эшен/Маурена» (2:2 после основного и дополнительного времени, 2:4 в серии пенальти).
В январе 2013 года Петер Йеле перешёл на правах аренды в «Люцерн», но сыграл за клуб лишь два матча в чемпионате.

## Достижения

### Командные достижения
- Чемпион Швейцарии (2): 2000/01, 2002/03
- Обладатель награды «Команда года в Лихтенштейне» в составе сборной Лихтенштейна (4): 1999, 2004, 2005, 2007
- Обладатель Кубка Лихтенштейна (7): 2010, 2011, 2013, 2014, 2015, 2016, 2017

### Личные достижения
- В декабре 2007 года признавался игроком месяца в чемпионате Португалии
- В январе 2008 года занял третье место в номинации игрок месяца в чемпионате Португалии

## «Сухие» матчи за сборную
За сборную Петер Карл Йеле провёл 132 матча, в семнадцати из которых сохранил свои ворота в неприкосновенности. Ниже представлен перечень всех «сухих» матчей Йеле за национальную команду:
| Дата             | Стадион                                           | Соперник             | Счёт1 | Статус матча |
| ---------------- | ------------------------------------------------- | -------------------- | ----- | ------------ |
| 18 августа 1999  | «Райнпарк Штадион», Вадуц (д)                     | Босния и Герцеговина | 0:0   | ТМ           |
| 4 сентября 1999  | «Райнпарк Штадион», Вадуц (д)                     | Венгрия              | 0:0   | ОЧЕ-2000     |
| 27 марта 2002    | «Райнпарк Штадион», Вадуц (д)                     | Северная Ирландия    | 0:0   | ТМ           |
| 30 апреля 2003   | «Райнпарк Штадион», Вадуц (д)                     | Саудовская Аравия    | 1:0   | ТМ           |
| 13 октября 2004  | «Жози Бартель», Люксембург (г)                    | Люксембург           | 4:0   | ОЧМ-2006     |
| 17 августа 2005  | «Райнпарк Штадион», Вадуц (д)                     | Словакия             | 0:0   | ОЧМ-2006     |
| 7 сентября 2005  | «Райнпарк Штадион», Вадуц (д)                     | Люксембург           | 3:0   | ОЧМ-2006     |
| 28 марта 2007    | «Райнпарк Штадион», Вадуц (д)                     | Латвия               | 1:0   | ОЧЕ-2008     |
| 17 октября 2007  | «Райнпарк Штадион», Вадуц (д)                     | Исландия             | 3:0   | ОЧЕ-2008     |
| 10 сентября 2008 | «Стадион им. Тофика Бахрамова», Баку (г)          | Азербайджан          | 0:0   | ОЧМ-2010     |
| 9 февраля 2011   | «Олимпийский стадион», Серравалле (г)             | Сан-Марино           | 1:0   | ТМ           |
| 2 сентября 2011  | Стадион имени С. Дарюса и С. Гиренаса, Каунас (г) | Литва                | 0:0   | ОЧЕ-2012     |
| 14 августа 2012  | «Райнпарк Штадион», Вадуц (д)                     | Андорра              | 1:0   | ТМ           |
| 4 июня 2013      | Стадион имени Юзефа Пилсудского, Краков (г)       | Польша2              | 0:2   | ТМ           |
| 9 октября 2014   | «Райнпарк Штадион», Вадуц (д)                     | Черногория           | 0:0   | ОЧЕ-2016     |
| 31 марта 2015    | «Шпортпарк Эшен-Маурен», Эшен (д)                 | Сан-Марино           | 1:0   | ТМ           |
| 23 марта 2016    | «Виктория», Гибралтар (г)                         | Гибралтар            | 0:0   | ТМ           |

1. Первым указано число голов, забитых сборной Лихтенштейна
2. Отыграл только первый тайм, завершившийся со счётом 0:0

- д = дома
- г = в гостях
- ТМ = товарищеский матч
- ОЧЕ = отборочный турнир к Чемпионату Европы
- ОЧМ = отборочный турнир к Чемпионату мира